# Fabian Peter
Fabian Peter (* 5. August 1976) ist ein Schweizer Politiker (FDP). Seit 2019 ist er Regierungsrat des Kantons Luzern und leitet das Bau-, Umwelt- und Wirtschaftsdepartement.

## Politische Karriere
Mit 27 Jahren wurde Peter in den Gemeinderat von Inwil gewählt. Dort bekleidete er bis zu seiner Wahl in den Regierungsrat das Amt des Gemeindeammanns. Von 2015 bis 2019 war Peter zudem Luzerner Kantonsrat.
Bei den Luzerner Kantonsrats- und Regierungsratswahlen vom 30. März 2019 wurde er mit 56'485 Stimmen in den Regierungsrat gewählt. Das absolute Mehr lag bei 54'369 Stimmen.

## Leben
Fabian Peter ist gelernter Sanitär- und Heizungszeichner sowie dipl. Ingenieur HLK. Vor dem Amtsantritt als Luzerner Regierungsrat führte er zusammen mit seinem Bruder das Unternehmen Vinzenz Peter AG in dritter Generation.
Peter ist verheiratet und hat zwei Kinder. Er lebt mit seiner Familie in Inwil.